# Бигленски юнак
„Бигленски юнак“ е българско юнашко дружество, съществувало в град Лерин, Османската империя (днес Флорина, Гърция). 
Основано е през 1908 година след реформите на Младотурската революция от същата година. Кръстено е на планинския връх Бигла, вторият по височина връх на Нередската планина, близо до Лерин, над село Арменско.
Председател на дружеството е Стефан Ролев от село Върбени. Закрито е от новите гръцки власти през Балканските войни.
- Членове на Бигленски юнак при освещаването на българската църква „Света Богородица“ в Лерин през 1910.[1]
- Писмо на Стефан Ролев, че дружеството в Лерин е спряло дейността си от 1911 г. поради тежкото положение, 9 юли 1912